# Museum Florentinum
 (septembre 2023).
Le contenu est difficilement compréhensible vu les erreurs de traduction, qui sont peut-être dues à l'utilisation d'un logiciel de traduction automatique.
Museum Florentinum est un ouvrage écrit par des nobles toscans réunis dans l'agrégation des Nuovi Soci del Museo Fiorentino, consacré à Jean-Gaston de Médicis, le dernier grand-duc de Toscane de la lignée de Médicis, grand-duc de 1723 à 1737. À la mort de Jean-Gaston de Médicis, François de Lorraine a pris possession du grand-duché de Toscane : au nouveau grand-duc sont dédiés les volumes IV-XI.
L'ouvrage entier, en 12 volumes in folio, a été publié de 1731 à 1766, enrichi de 220 illustrations gravées.

## Historique
Le projet éditorial du Museum Florentinum prévoyait au départ la publication de 10 livres in folio, auxquels on en ajouta 2 autres, avec la collection d'autoportrait de l'abbé Antonio Pazzi. Cet ouvrage, édité par Filippo Buonarroti, descendant de Michel-Ange, prévoyait aussi une riche illustration, au moyen des gravures originales, représentantes des œuvres d'art, des bijoux, des statues de marbre antiques, des peintures existantes dans les collections du grand-duc de Toscane et de l'abbé Pazzi.
Anton Francesco Gori (1691-1757), prieur du Baptistère Saint-Jean de Florence et fondateur de la Società Colombaria, est l'auteur du texte en latin des premiers 6 volumes du Museum Florentinum exhibens insignioria vetustatis monumenta quae Florentiae sunt. Il ne vit que la publication de ces premiers 6, des 10 volumes in-folio qui étaient prévus à l'origine. Il ne s'agit pas d'un inventaire complet des collections, mais d'un choix d'œuvres, représentatives des intérêts culturels et raffinés des Médicis.
En 1748, comme preuve, avaient été publiées et vendues 50 gravures, destinées ensuite à entrer dans l'œuvre complète ; mais cette première édition des planches gravées était un essai. Pour les 50 feuilles de la série des gravures existe donc une ante litteram et un second état avec les inscriptions.
Les gravures sont centrées dans la feuille, dotées d'une légende et valorisées par un large espace blanc de la feuille. Chaque gravure porte le nom du dessinateur et du graveur.
Les 3 volumes des Monnaies anciennes d'or et d'argent (Antiqua numismata aurea et argentea praestantiora) - qui sont un éloge aux Médicis, famille de banquiers - représentent un effort considérable, pour cataloguer et reproduire les images et les inscriptions des monnaies, sur les 345 planches. Ces livres sont un exemple de diffusion systématique des connaissances en numismatique et ont donc aussi une valeur didactique et documentaire.
Le Museum Florentinum fut un succès auprès des voyageurs qui visitaient Florence et devint bientôt un objet à collectionner. Il a augmenté la renommée et le charme des collections des Médicis. Au cours de cette période, riche en publications d'érudition, le Museum Florentinum été une opération de diffusion de la culture et de didactique ; mais aussi un'initiative politique, qui avait pour but d'exalter la puissance économique et les choix artistiques des Médicis.

### Le plan de l'ouvrage

#### La Série en latin

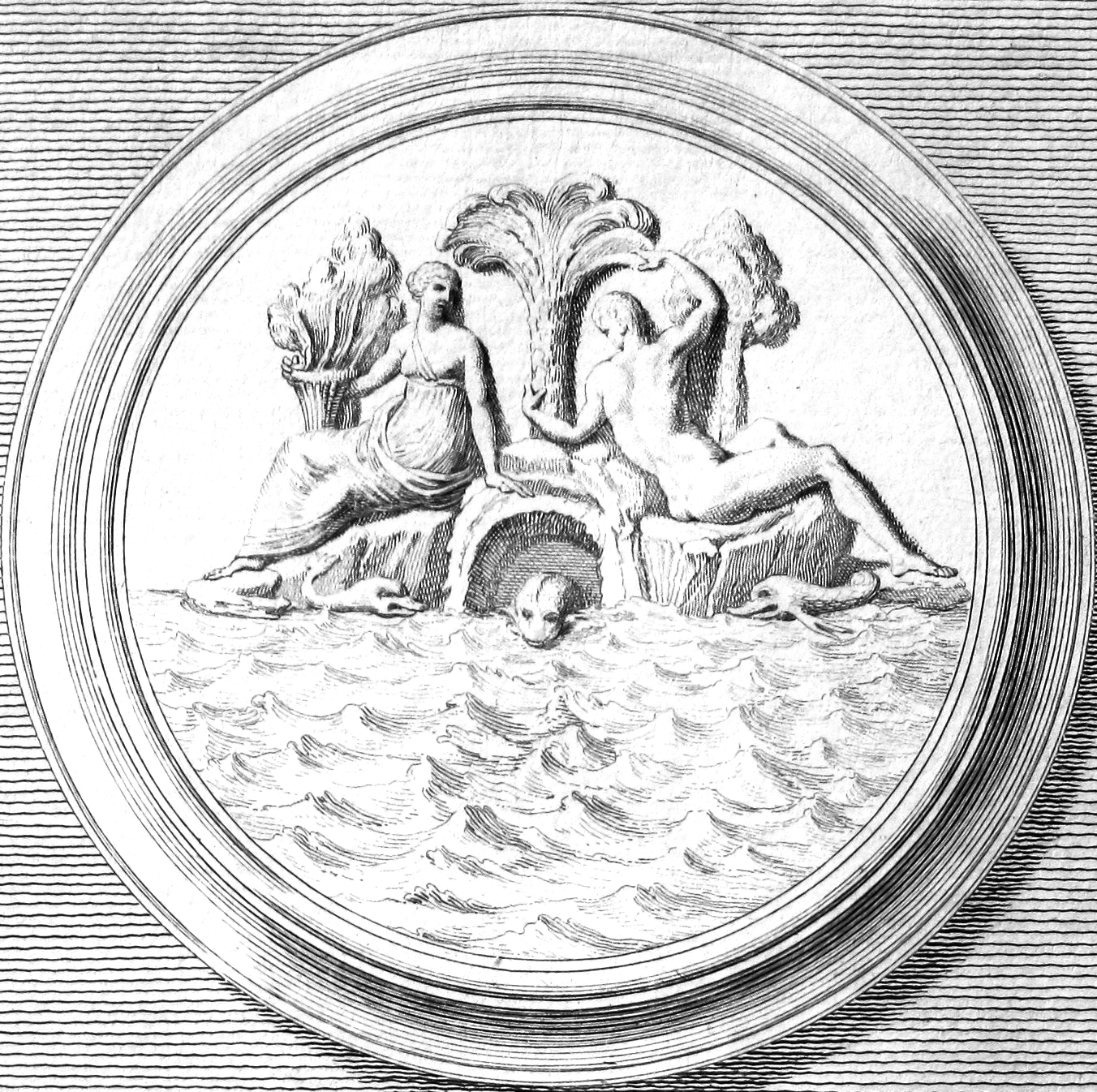
Gemmae Antiqvae, (détail).

##### Volumes I-II
- (la) Antonii Francisci Gorii, Gemmae antiquae ex thesauro mediceo et priuatorum dactyliothecis Florentiae : exhibentes tabulis 100 immagines virorum illustrium et deorum, vol. I-II, Florentiae, excusum exornatumque tabulis centum aeri incisis sumptibus sociorum nobilium Florentinorum in typographia Francisci Moucke, 1731-1732 (lire en ligne).

##### Volume III
- (la) Antonii Francisci Gorii, Statuae antiquae deorum et virorum illustrium centum aeris tabulis incisae quae exstant in thesauro mediceo, Florentiae, in typographia Francisci Moucke, 1734, XXXV, 113

##### Volumes IV-V-VI
- (la) Antonii Francisci Gorii, Antiqua numismata aurea et argentea praestantiora et aerea maximi moduli quae in regio thesauro magni ducis Etruriae adservantur, vol. I-III, Florentiae, in typographia Francisci Moucke, 1740-1742 (lire en ligne).

##### Images (numismata)

Antiqua numismata aurea et argentea
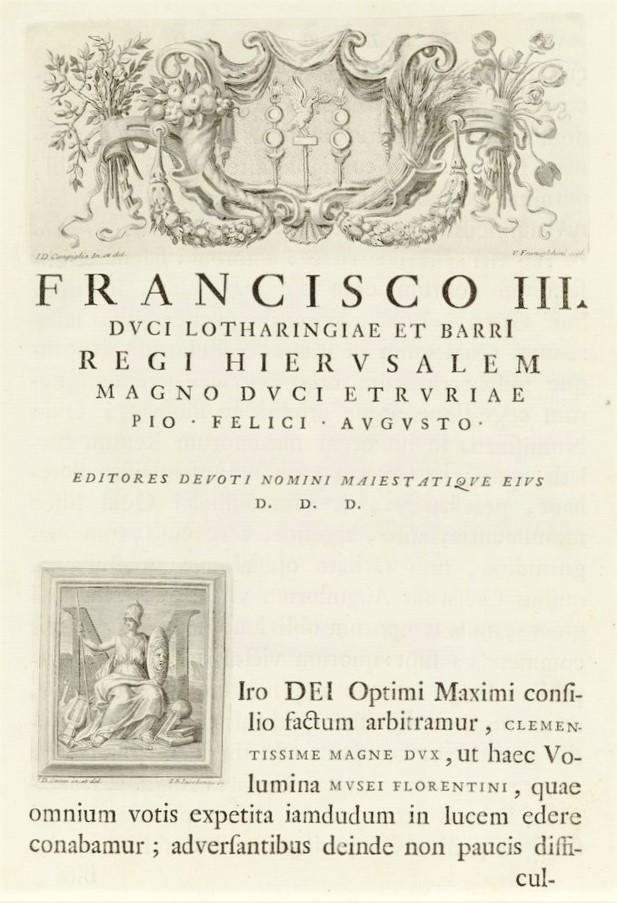
Vol. I, Dédicace.
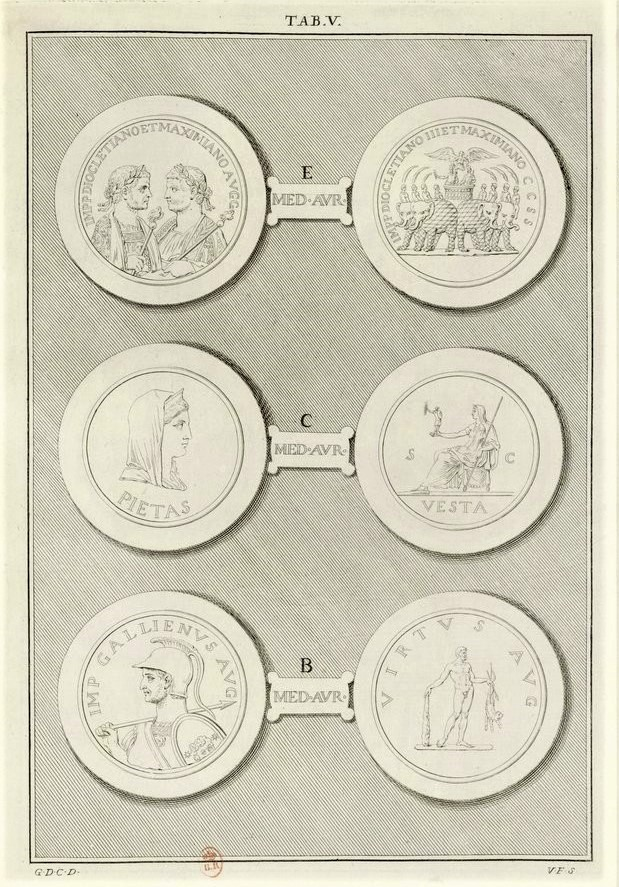
Vol. I, plance V.
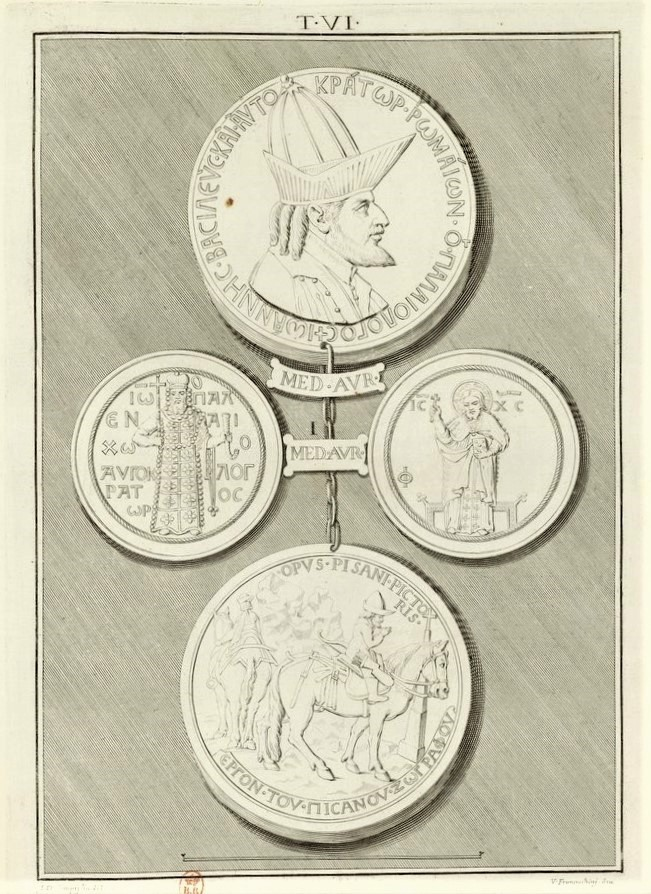
Vol. I, plance VI.
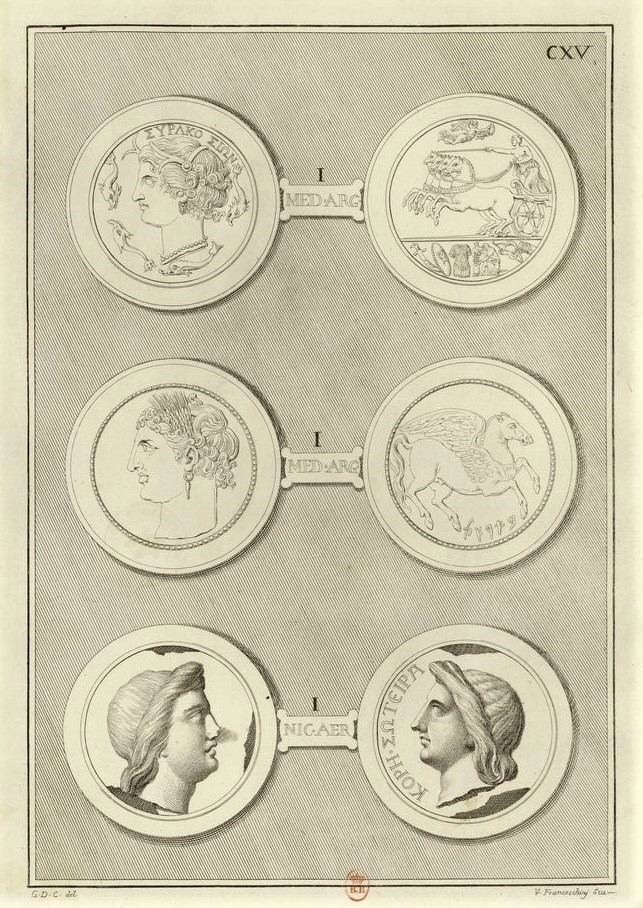
Vol. I, plance XVII.
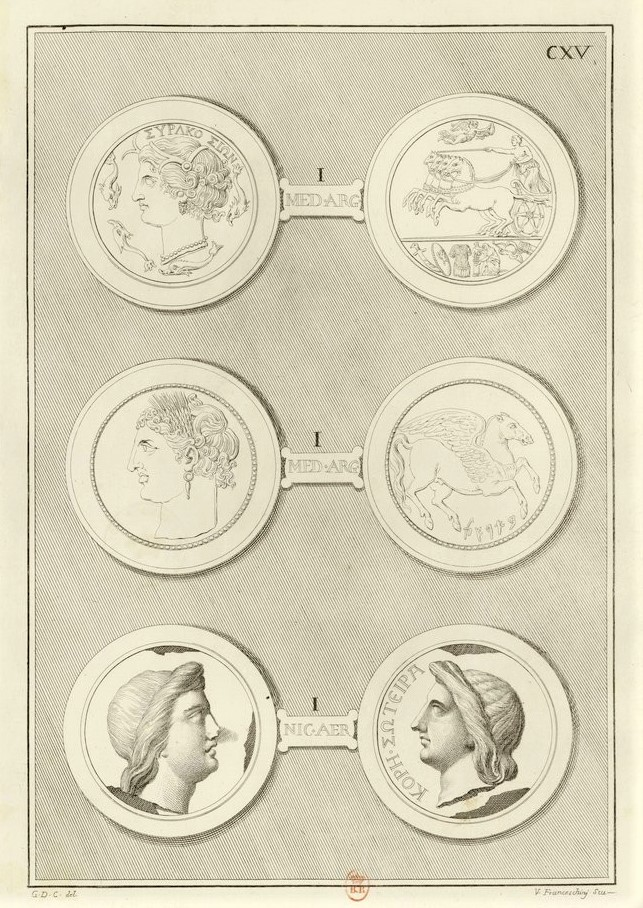
Vol. I, plance CXV.

#### La Série en italien

##### Imperial galleria di Firenze: Volumes I-IV
- (it) Francesco Moücke (Museo Fiorentino), Serie di ritratti degli eccellenti pittori dipinti di propria mano che esistono nell'imperial galleria di Firenze : colle vite in compendio de medesimi, vol. I-IV, Firenze, Francesco Moücke, 1752-1762 (lire en ligne).

##### Abate Antonio Pazzi: Volumes I-II
- (it) Orazio Marrini (1722-1790) (consacrata alle altezze reali di [Léopold II (empereur du Saint-Empire)] Pietro Leopoldo arciduca d'Austria granduca di Toscana [...] e di Maria Luisa di Borbone infanta di Spagna granduchessa sua sposa), Serie di ritratti di celebri pittori dipinti di propria mano in seguito a quella già pubblicata nel museo fiorentino esistente appresso l'abate Antonio Pazzi : con brevi notizie a medesimi compilate dall'abate Orazio Marrini, vol. I-II, Firenze, Francesco Moücke, 1764-1766 (lire en ligne)[note 5].

##### Images (statuae)

Statuae antiquae deorum et virorum
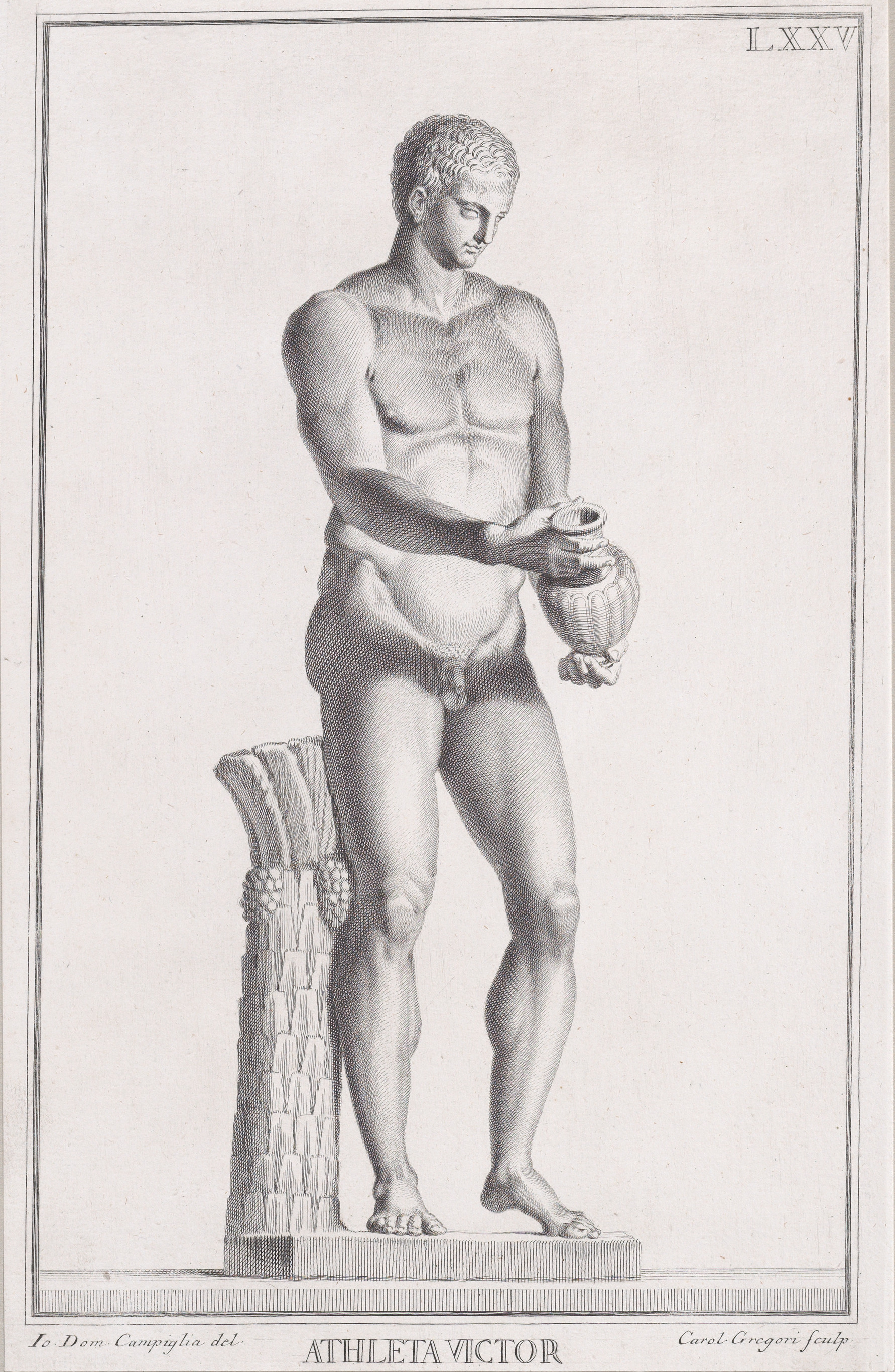
Planche LXXV - ATHLETA VICTOR[1].
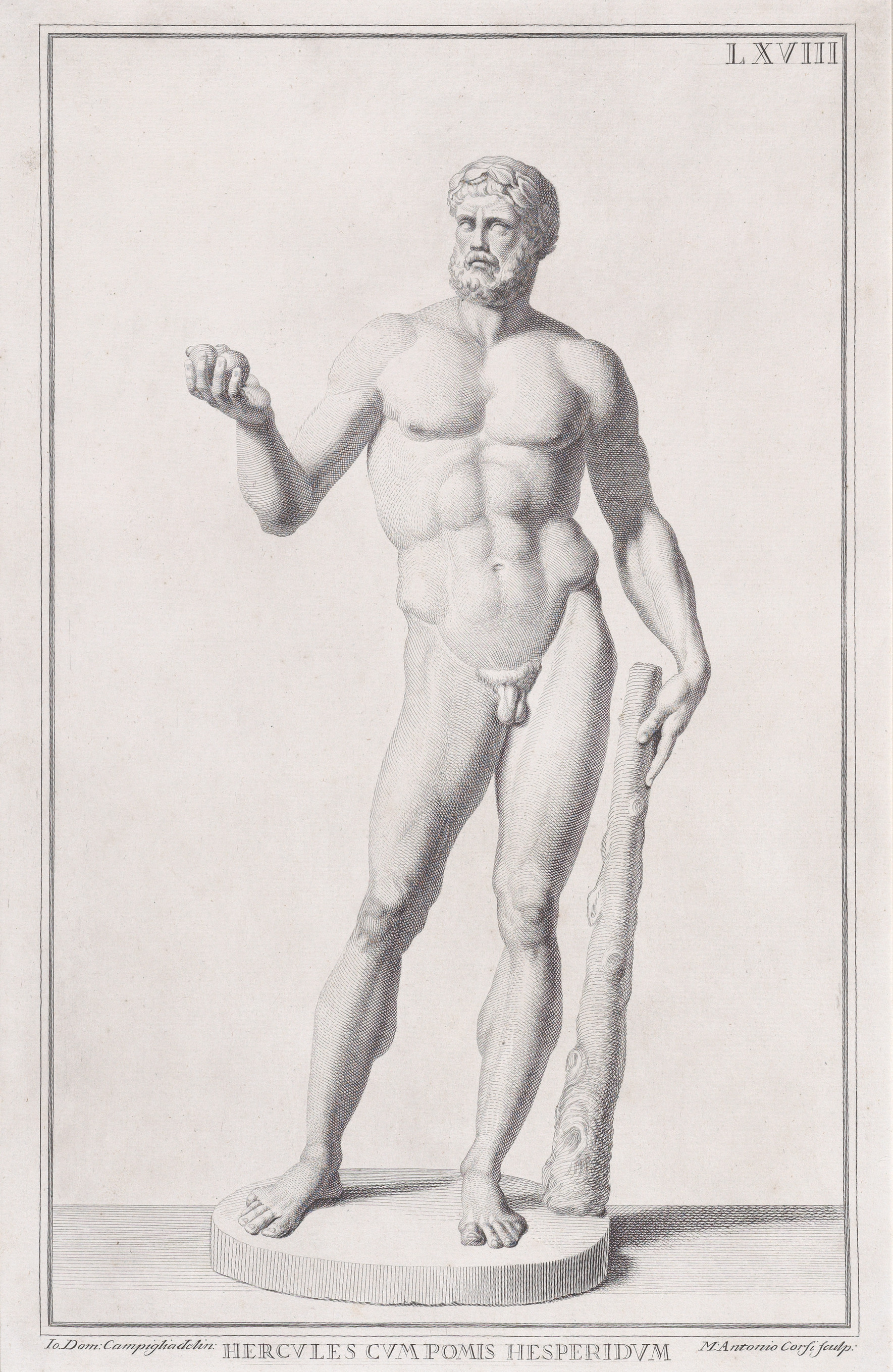
Planche LXVIII - HERCULES COM POMIS HESPERIDUM[2].
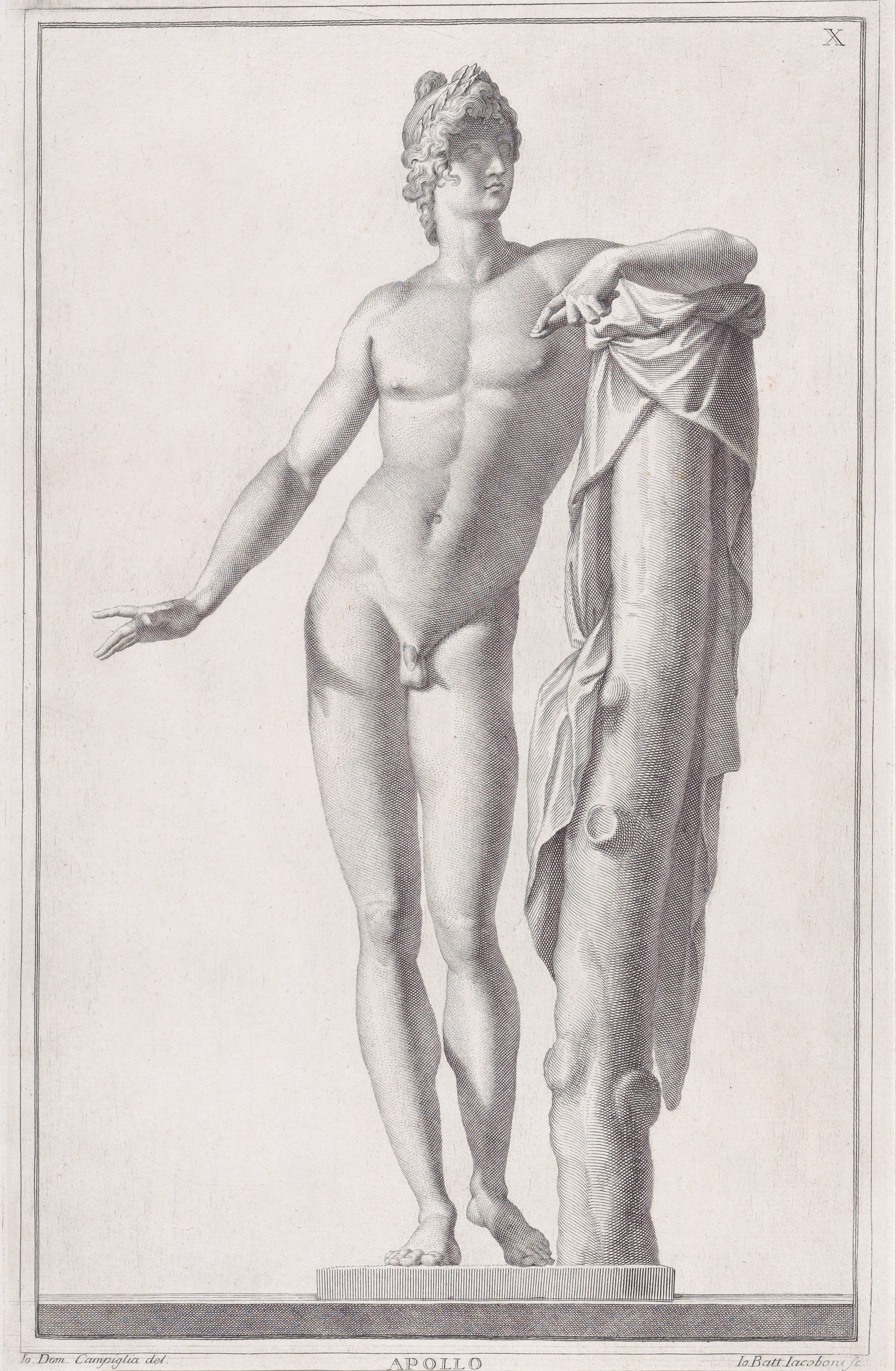
Planche X - APOLLO[3].
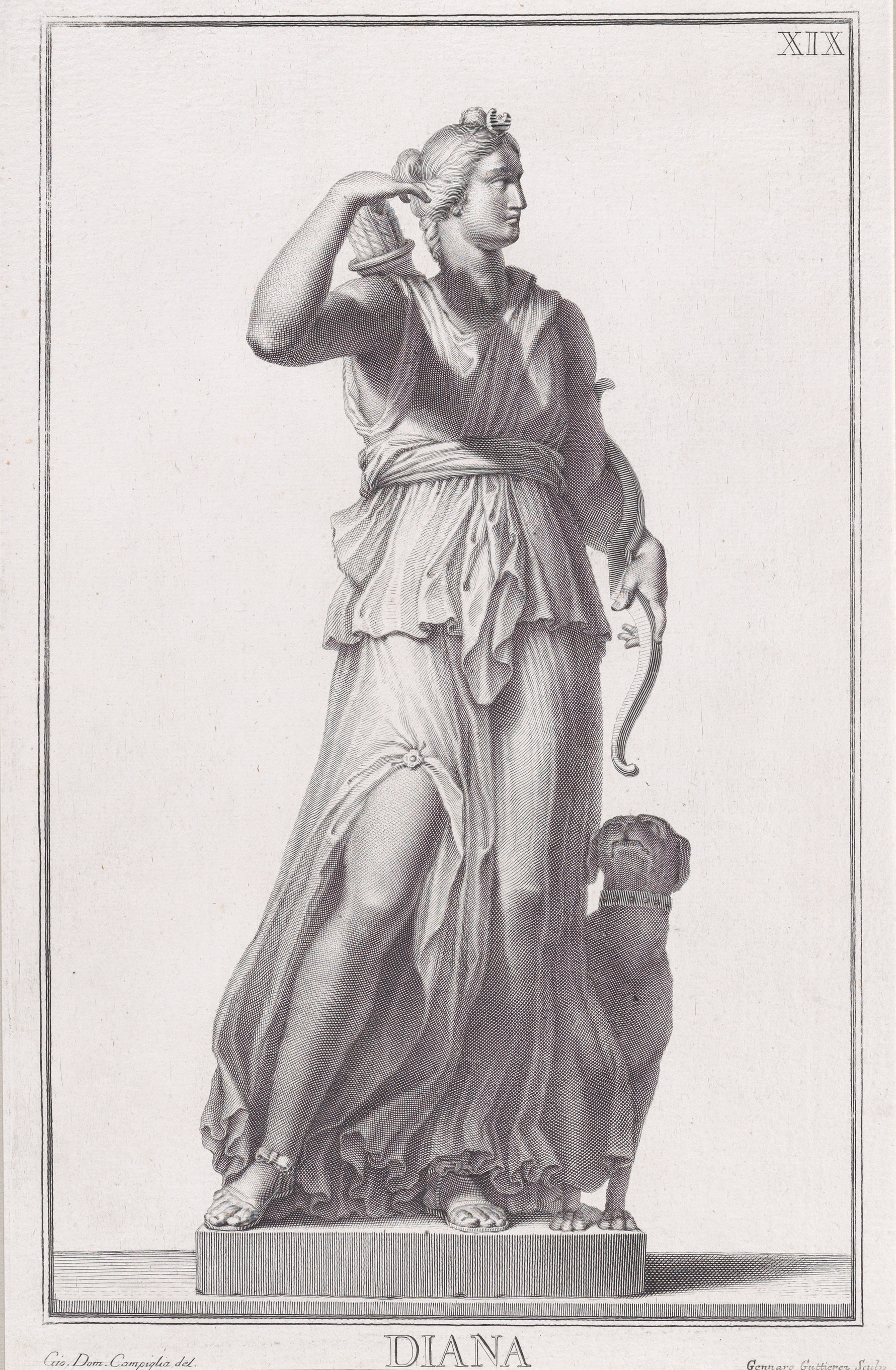
Planche XIX - DIANA[4].
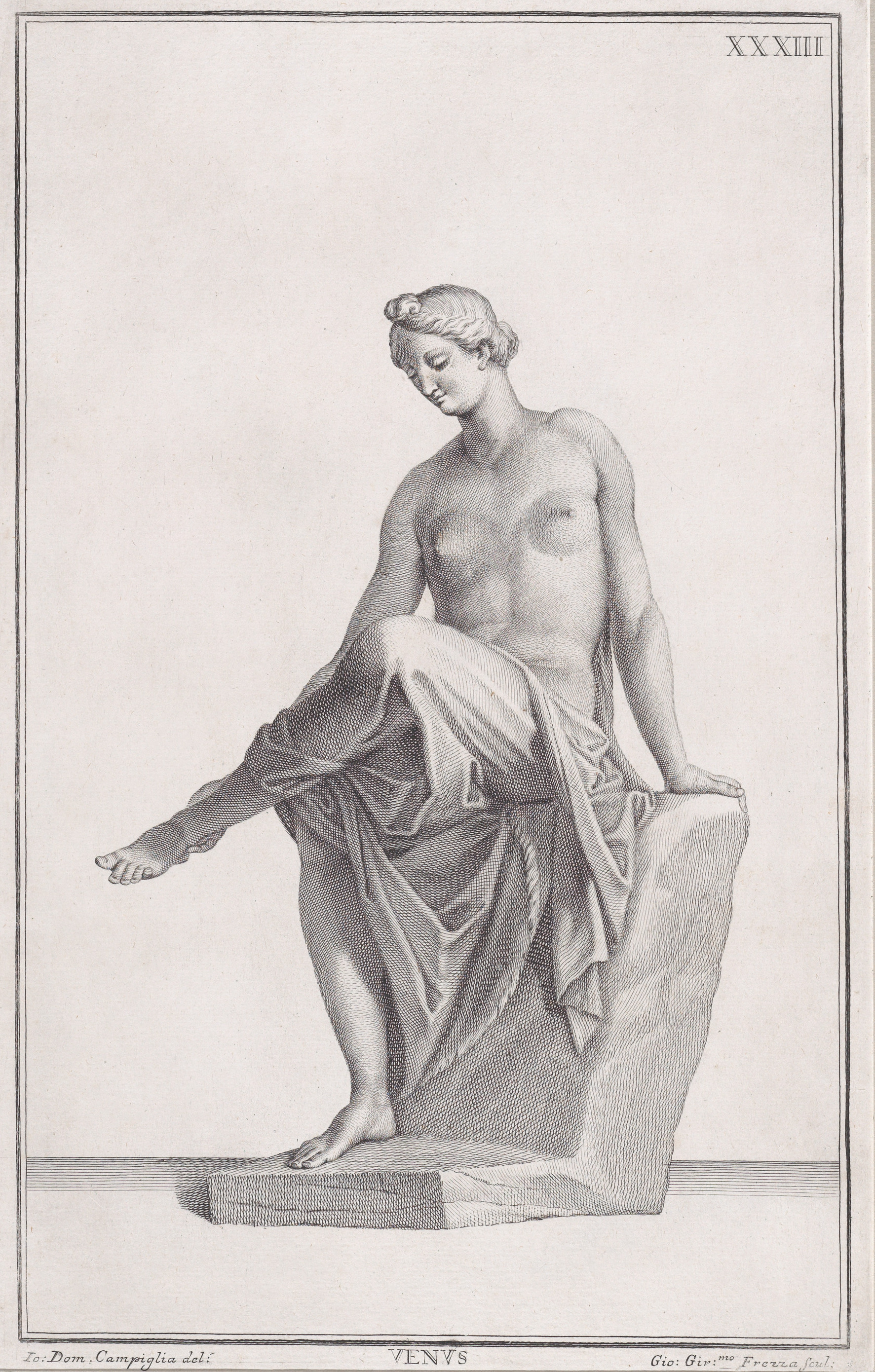
Planche XXXIII - VENUS[5].

## Ritratti degli eccellenti pittori dipinti di propria mano

### La collection du grand-duc de Toscane
Une brève biographie de l'artiste (« Compendium »), écrite parfois sur des informations déduites de Giorgio Vasari, accompagne l'autoportrait. Certaines gravures ne sont cependant pas accompagnées de notes biographiques.
Cette série de volumes avait pour but de faire connaître l'excellence et la particularité de la collection de Médicis : on voulait présenter la qualité et la quantité des artistes. On n'a pas donc choisis les autoportraits, car l'objectif était de promouvoir la totalité de la collection.
Wolfram Prinz, sur la qualité des gravures représentant les autoportraits de la collection des Médicis, a écrit : « [...] les gravures publiées en sont une reproduction aussi exacte et fidèle, pour permettre une lecture des peintures beaucoup plus exacte que sur les originaux eux-mêmes, souvent obscurcis par le temps. ».
Des études récentes ont montré, au contraire, que en raison du format unique de la reproduction, aussi bien l'image que l'espace pictural des autoportraits a été parfois modifié. De nombreuses gravures présentent quelques divergences, par rapport aux peintures originales, comme a observé Isabell Franconi qui a approfondi une étude de Valeska von Rosen, du 2018,.
- Volume I
  - 1752, In Firenze, nella stamperia Moückiana, XV, 274 p., 55 planches : autoportraits (Dedica - Avviso - A Chi Legge - Indice De' Ritratti - Testo - Indice - Avvertimento - Registro - Colophon)[note 8].
- Volume II
  - 1754, In Firenze, nella stamperia Moückiana, VII, 313, p., 55 planches : autoportraits  (Indice De' Ritratti - Testo - Indice Delle Cose - Registro - Colophon).
- Volume III
  - 1756, In Firenze, nella stamperia Moückiana, VII, 326, p., 55 planches : autoportraits  (Indice De' Ritratti - Testo - Indice Delle Cose - Registro - Colophon).
- Volume IV
  - 1762, In Firenze, nella stamperia Moückiana, VII, 313 p., 55 planches : autoportraits  (Indice De' Ritratti - Testo - Indice Delle Cose - Registro - Colophon).

### Images (autoportraits - 1)

Serie di ritratti degli eccellenti pittori
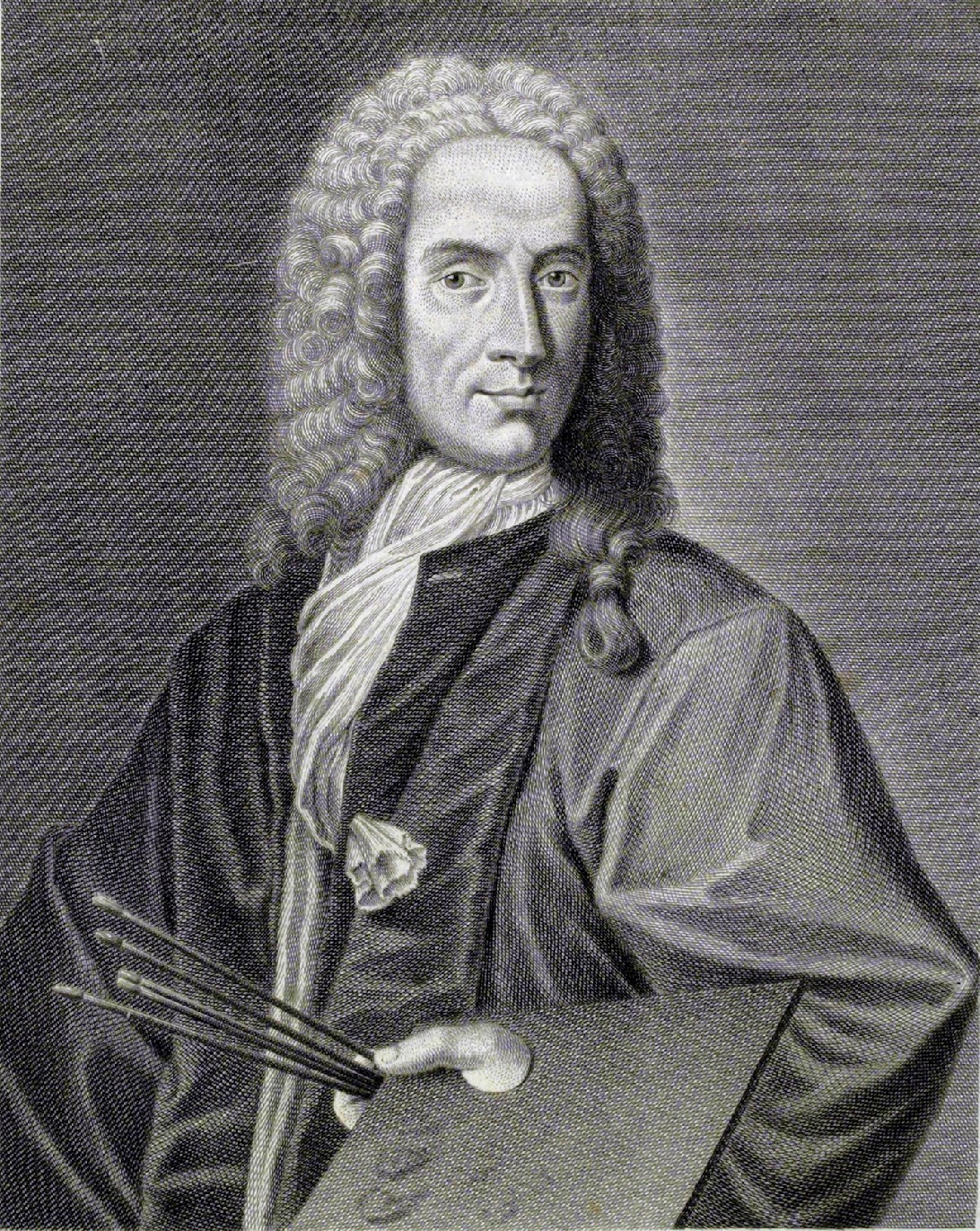
I. D. Campiglia, P. A. Pazzi, Autoportrait d'Antonio Zanchi (Coll. Pazzi).
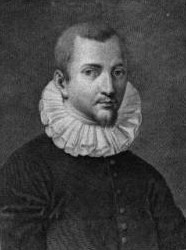
I. D. Campiglia (dessinateur), P. A. Pazzi (graveur) Autoportrait de Rutilio Manetti (Coll. du grand-duc).
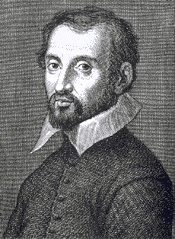
I. D. Campiglia, Autoportrait de Jacopo Ligozzi (Coll. du grand-duc).

### Les peintres
Les autoportraits de la collection du grand-duc de Toscane sont de ces peintres:

#### Volume I
Antonio fiorentino, Giovanni Bellini, Léonard de Vinci, Giorgione, Albrecht Dürer, Lucas Cranach l'Ancien, Quentin Metsys, Giovanni Battista Salvi ou Le Sassoferrato, Dosso Dossi, Galeazzo Campi, Titien, Le Sodoma, Raphaël, Domenico Beccafumi, Le Pordenone, Baccio Bandinelli, Andrea del Sarto, Le Primatice ou Francesco Primaticcio, Giulio Romano, Domenico Riccio ou Domenico Brusasorci, Lucas van Leyden, Hans Holbein le Jeune, Parmigianino, Francesco Salviati ou  Francesco de' Rossi, Jacopo Bassano ou Jacopo dal Ponte, Giorgio Vasari, Camillo Boccacci, dit Boccaccio Boccaccino, Le Tintoret, Antonio  Moro, Andrea Schiavone, Giovanni Antonio Pellegrini, Jacopo Coppi dit del Meglio, Luca Cambiaso, Federico Barocci ou Fiori da Urbino, Giovanni Battista Moroni, Tommaso Manzuoli dit Maso da San Friano, Paul Véronèse, Maarten de Vos, Bronzino, Bernardo Buontalenti, Santi di Tito, Bernardino Poccetti ou Bernardino Barbatelli, Federico Zuccari, Jacopo Ligozzi, Palma le Jeune, Bartholomeus Spranger, Giovanni Contarini, Michael Sweerts ou Schwartz, Jacopo Chimenti dit Jacopo da Empoli, Francesco Bassano le Jeune ou Francesco Da Ponte, Cherubino Alberti, Niccolò Circignani dit Le Pomarancio, Lavinia Fontana, Andrea Boscoli, Giovanni Battista Paggi.

#### Volume II
Lodovico Carracci. Bartolomeo Passarotti, Pietro Sorri, Giovanni Bizzelli, Antonio Vassilacchi, Bevilacqua [?], Domenico Cresti dit Le Passignano, Giovanni Alberti, Agostino Carracci, Leandro Bassano ou Leandro da Ponte, Lodovico Cigoli ou Lodovico Cardi, Sofonisba Anguissola, Andrea Commodi, Annibale Carracci, Stefano Maria Legnani dit Le Legnanino, Carlo Ridolfi, Marietta Robusti, Pietro Faccini, Abraham Bloemaert, Pierre de Médicis (1567-1648), Frans Pourbus le Jeune, Francesco Curradi, Il Morazzone (Pier Francesco Mazzucchelli), Tiberio Titi, Adam Elsheimer, Guido Reni, Tiburzio Passarotti (it) ou Passerotti, Bronzino, Rubens (2 autoportraits), Giovanni Battista Maganza, Alessandro Tiarini, Francesco Albani, Baldassare Aloisi dit Le Galanino, Cesare Aretusi, Giacomo Cavedone, Giovanni Lanfranco, Domenichino, Giovanni Battista Stefaneschi (it), Simon Vouet, Antonio Carracci dit Le Tognetto, Ottavio Vannini, Giovanni Stefano Marucelli (it), Ventura Passerotti, Giovanni da San Giovanni (Giovanni Mannozzi), Guercino, Daniele Crespi, Willem Drost, Jacques Callot, José de Ribera dit Le Spagnoletto, Diego Vélasquez, Jacob Jordaens, Francesco Carracci, Pietro da Cortona (Pietro Berrettini), Giusto Sustermans.

#### Volume III
Le Bernin (Gian Lorenzo Bernini), Rutilio Manetti, Orazio Riminaldi, Francesco Cairo, Abraham van Dijck, Arcangela Paladini, Jan Miel, Angelo Michele Colonna, Filippo Teodoro di Liagno (it) dit Filippo d'Angeli ou Filippo Napoletano, Bartholomeus van der Helst, Francesco Furini, Mario Balassi, Johann Anton Eismann (en), Filippino Lippi, Rembrandt, Simone Pignoni, Marcantonio Franceschini, Mattia Preti, Pieter van Laer dit Le Bamboccio, Gérard Dou, Salvator Rosa, Carlo Dolci, Giovanni Benedetto Castiglione dit Le Benédette en français et Il Grechetto en italien, Peter Lely, Charles Le Brun, Clemente Bocciardo ou Bocciardi, Philips Koninck, Pier Francesco Mola, I. Cortesi [?], Giovanni Maria Morandi, Carlo Maratta ou Maratti, Pietro Bellotti ou Bellotti, Fra Semplice ou Cappuccino Veronese [?], Onorio Marinari, Carlo Cignani, David Klöcker Ehrenstrahl, Orazio Borgianni, Robert Nanteuil, Livio Mehus, Girolamo Forabosco, Luca Giordano, Johann Karl Loth, Benedetto Gennari le Jeune, Ciro Ferri, Emilio Taruffi (it), Sebastiano Bombelli, Frans van Mieris l'Ancien, Filippo Maria Galletti, Francesco Paglia, Pieter Mulier le Jeune dit Le Cavalier Tempesta, G. Breckberg [?], Antonio Franchi, Baciccio (Giovan Battista Gaulli), Gérard de Lairesse, Matthieu van Plattenberg.

#### Volume IV
Jacopo Chiavistelli, Andrea Pozzo, Goffredo Scalcken, Eglon van der Neer, Michiel van Musscher, François de Troy, Pier Dandini, Marcantonio Franceschini, Godfrey Kneller, Anton Domenico Gabbiani, Charles-François Poerson, Giuseppe Bartolomeo Chiari, Giovanni Battista Passeri, Giovanni Gioseffo dal Sole, Antonio Bellucci, Anthoni Schoonjans, Francesco Trevisani, Nicolas de Largillierre, Jan Frans van Douven, Francesco Solimena, Joseph Vivien, Jacques d'Agar, Sebastiano Ricci, Adriaen van der Werff, Nicolo Cassana dit Nicoletto Cassana, Giuseppe Nicola Nasini, G. B. Medina [?], Giovanni Agostino Cassana, Domenico Parodi, Antoine Coypel, Hyacinthe Rigaud, Tommaso Redi, Giuseppe Maria Crespi dit Lo Spagnolo, Antonio Balestra, Benedetto Luti, Thomas Murray, Giovanna Fratellini, Pier Leone Ghezzi, Jean-François de Troy, Giovanni Antonio Pellegrini, Rosalba Carriera, Sebastiano Conca, Carel de Moor, Martin van Meytens, S. de Danzica [?], Jean-Baptiste Lebel, Jacob Ferdinand Voet, Jean-Étienne Liotard, Christian Seybold, Pietro Rotari, Violante Beatrice Siries, William Aikman, Johan Franz de Backer (pl), Jacques d'Agar, Federico Barocci.

### La collection d'Antonio Pazzi
En 1768 la collection de l'abbé florentin Antonio Pazzi fut achetée par le grand-duc Pierre Léopold.

#### Volume I
- Tome I, 1764, In Firenze, nella stamperia Moückiana, 8, IV, L p., 25 planches : autoportraits (Altezze Reali - Al cortese lettore - Indice De' Ritratti - Testo - Indice - Avvertimento - Registro - Colophon).

- Tome II, 1765, In Firenze, nella stamperia Moückiana, LVIII, 2 p., 25 planches : autoportraits.

#### Volume II
- Tome I, 1766, In Firenze, nella stamperia Moückiana, 4, L, 2 p. , 25 planches : autoportraits.
 
- Tome II - 1766, In Firenze, nella stamperia Moückiana, LVIII, 2 p , 25 planches : autoportraits.

### Graveurs et dessinateurs

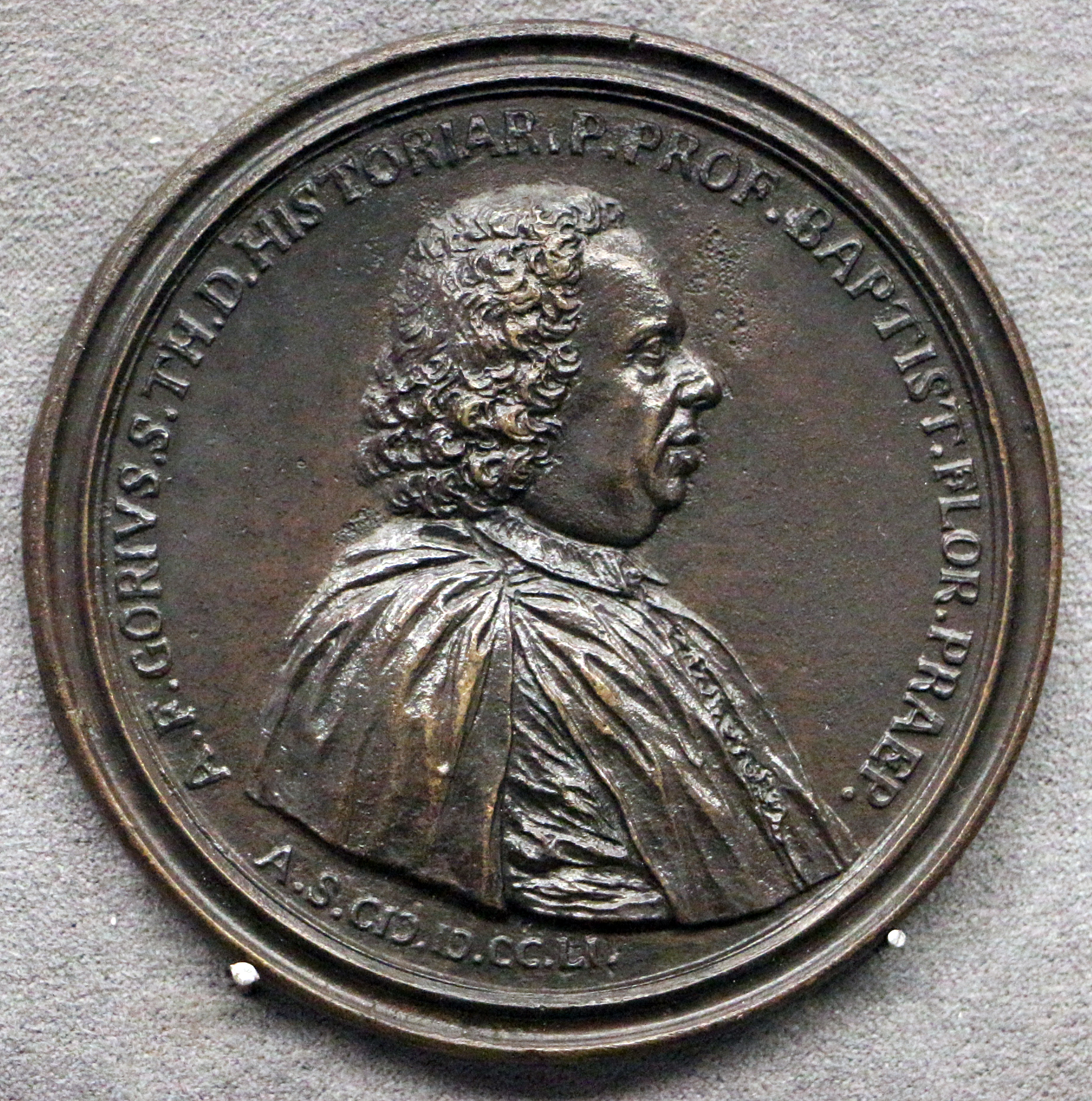
Portrait d'Anton Francesco Gori par Antonio Francesco Selvi, médaille de bronze, 1751 (Musée national du Bargello).

Liste basée sur la notice de la Royal Academy :
- Niccolò Billy (en), graveur
- Pietro Campana (en), graveur
- Giovanni Domenico Campiglia (1692-1768), graveur et dessinateur
- Cosimo Colombini, graveur
- Marcantonio Corsi ou Marco Antonio Corsi (active 1744-1752), graveur
- Giovanni Antonio Faldoni, graveur
- Giovanni Domenico Ferretti ou Giandomenico d'Imola (1692-1768), dessinateur
- Vincenzo Franceschini (1680-vers le 1750), graveur
- Francesco Maria Francia, graveur
- Jakob Frey l'Ancien, graveur
- Giovanni Girolamo Frezza (1659-1741), graveur
- Baldassare Gabbuggiani, graveur (1689-1752?)
- Giovanni Battista Giacoboni, graveur
- Carlo Gregori, ou Carlo Bartolomeo Gregori, graveur[11]
- Ferdinando Gregori, graveur
- Giovanni Gerolamo Guttiéres, graveur
- Giovanni Battista Lapi, ou Giovanni Lapi, graveur
- Giuseppe Magni, dessinateur
- Niccolò Mogalli (1723-1767), graveur
- Giuseppe Menabuoni (vers 1708-après le 1745), dessinateur
- Carlo Orsolini, graveur
- Pietro Antonio Pazzi (1706-1770)
- Rocco Pazzi
- Marco Alvise Pitteri, ou Giovanni Marco Pitteri, graveur
- Silvester Pomarede, graveur
- Rocco Pozzi (en), graveur
- Georg Martin Preissler, graveur
- Johann Joseph von Prenner, graveur
- Miquel Sorelló, graveur
- Joseph Wagner (1706-1780), graveur

#### Note sur les graveurs et les dessinateurs de laSerie di ritratti
La signature du dessinateur I. D. Campiglia apparaît sur la plupart des plaques et des décorations; vingt-six planches sont signées comme dessinées par G. D. Ferretti, trois par G. Menabuoni et une par J. Magni.
Les signatures des graveurs apparaissent sur toutes les plaques et sur la plupart des décorations : C. Gregori, V. Franceschini, I. B. Iacobonus, P. A. Pazzi, M. A. Corsi, I. D. Campiglia, G. M. Preisler, G. Rossi, M. Francia, S. Pomarede, N. Billy, R. Pozzi, P. Campana, G. Vagner, G. Frei', A. Faldoni, Ferd. Gregori, G. G. Prenner, M. Pitteri, G. Guttieres, C. Colombini.

### Images (autoportraits - 2)

Serie di ritratti degli eccellenti pittori
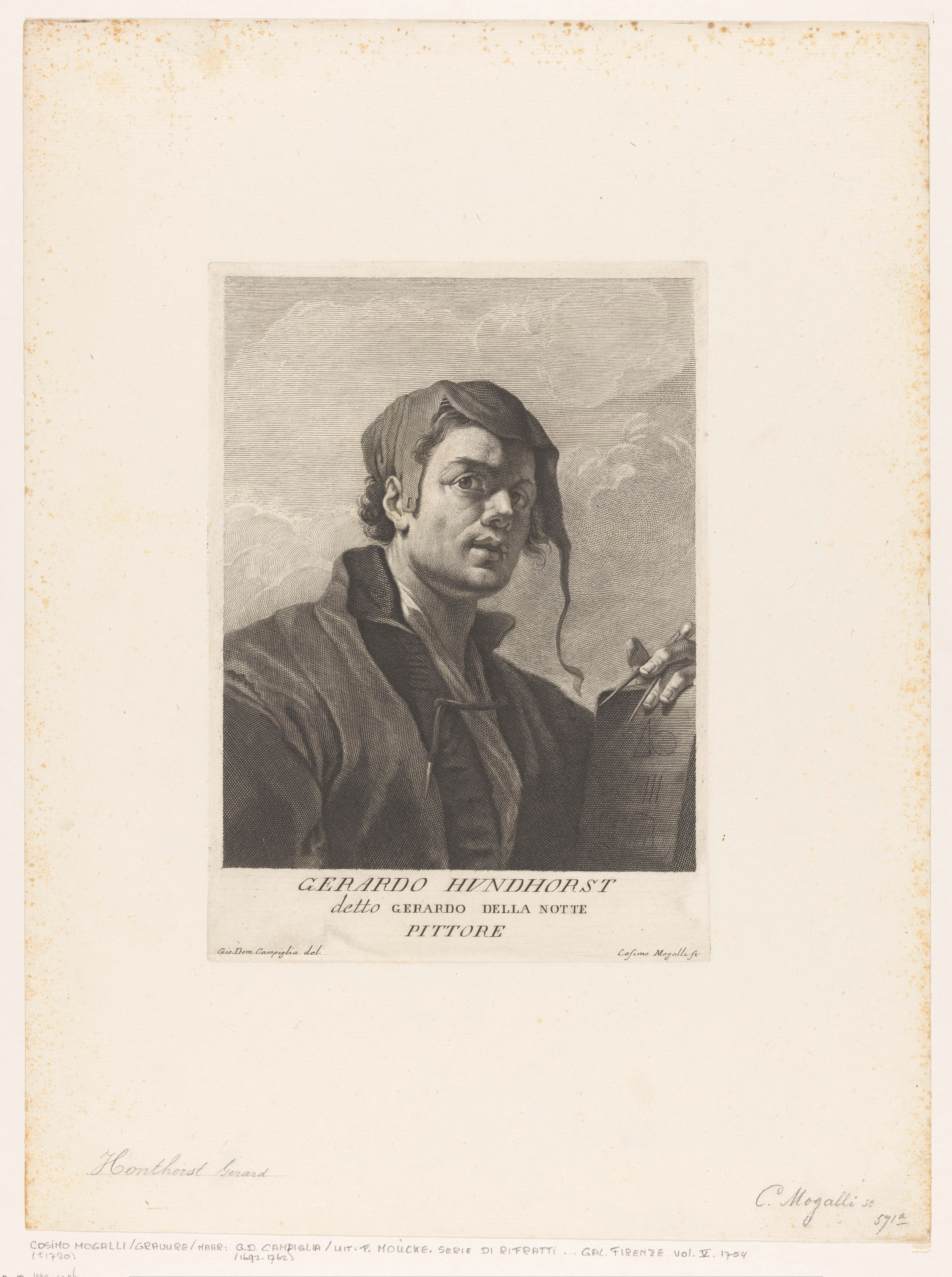
I. D. Campiglia, C. Mogalli, Autoportrait de Gerardo Honthorst (mais, Willem Drost)[12].
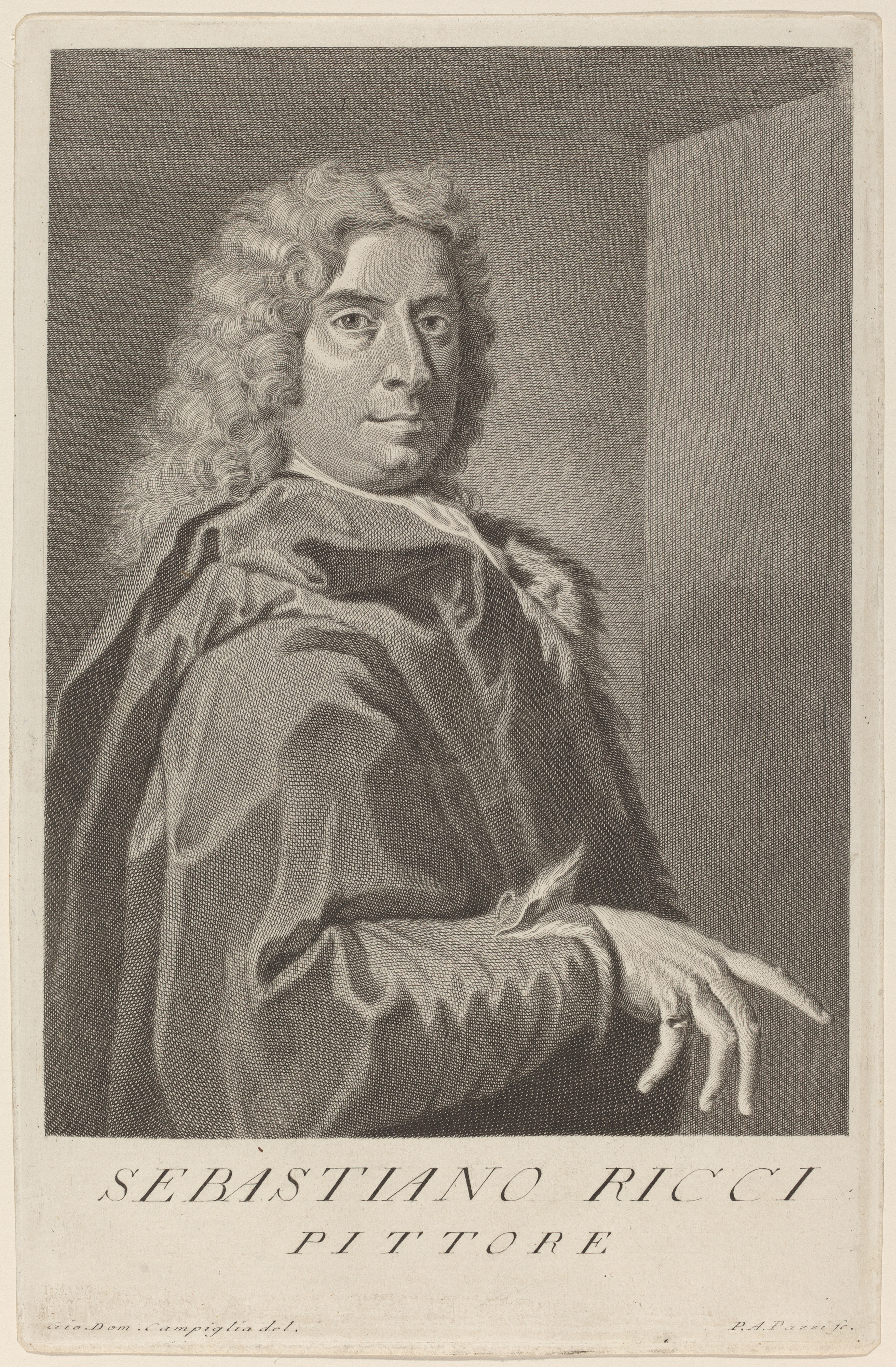
I. D. Campiglia, P. A. Pazzi, Autoportrait de Sebastiano Ricci.
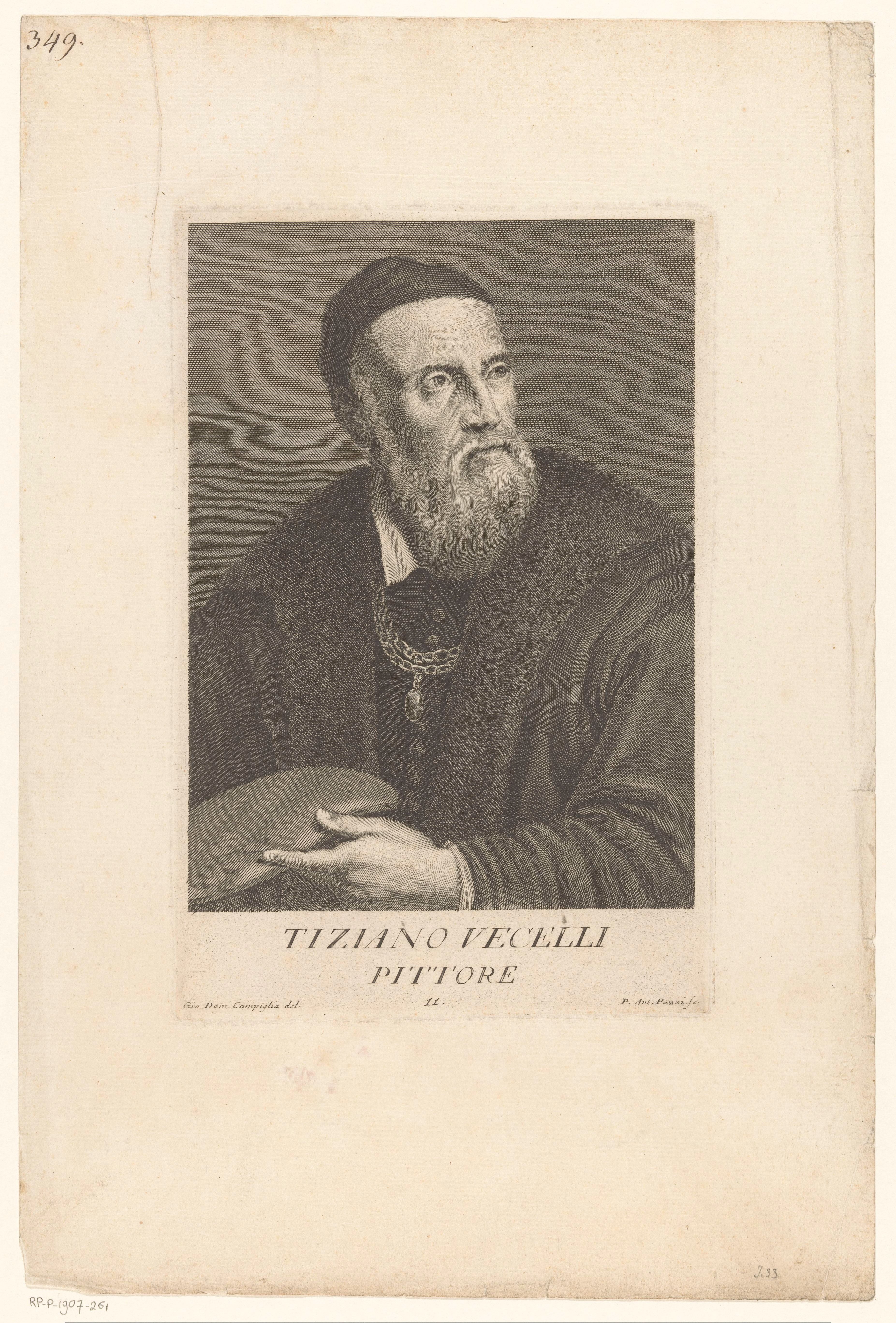
I. D. Campiglia, P. A. Pazzi, Autoportrait de Tiziano Vecellio.
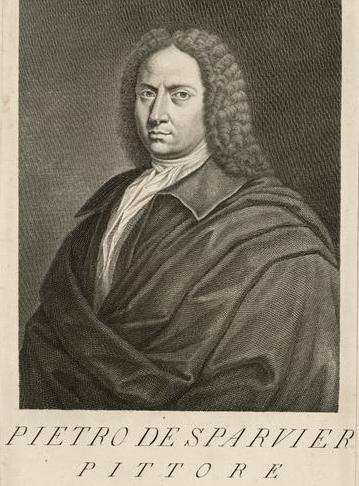
I. D. Campiglia, P. A. Pazzi, Autoportrait de Pierre de Espavier.
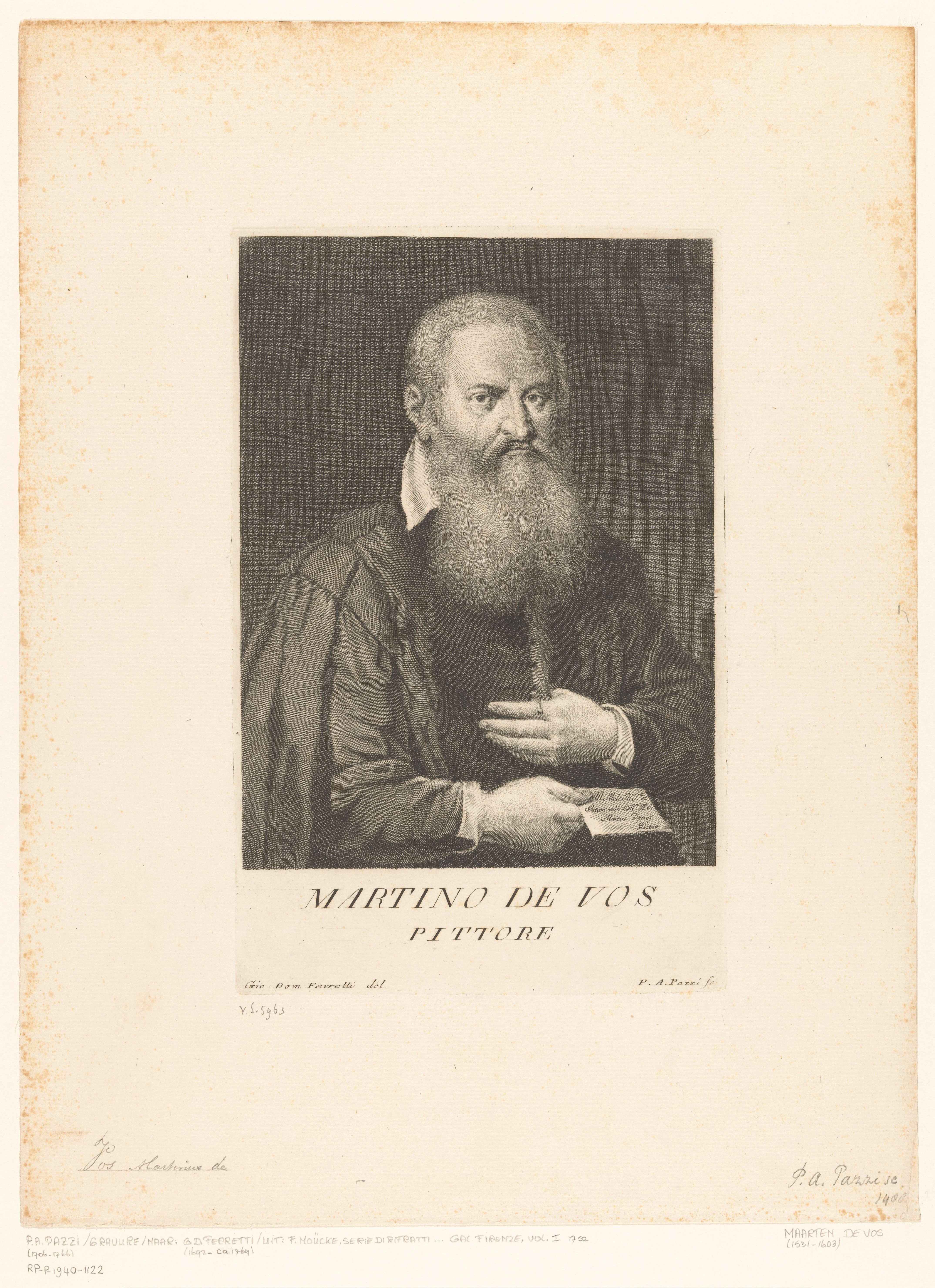
I. D. Campiglia, P. A. Pazzi, Autoportrait de Marten de Vos.
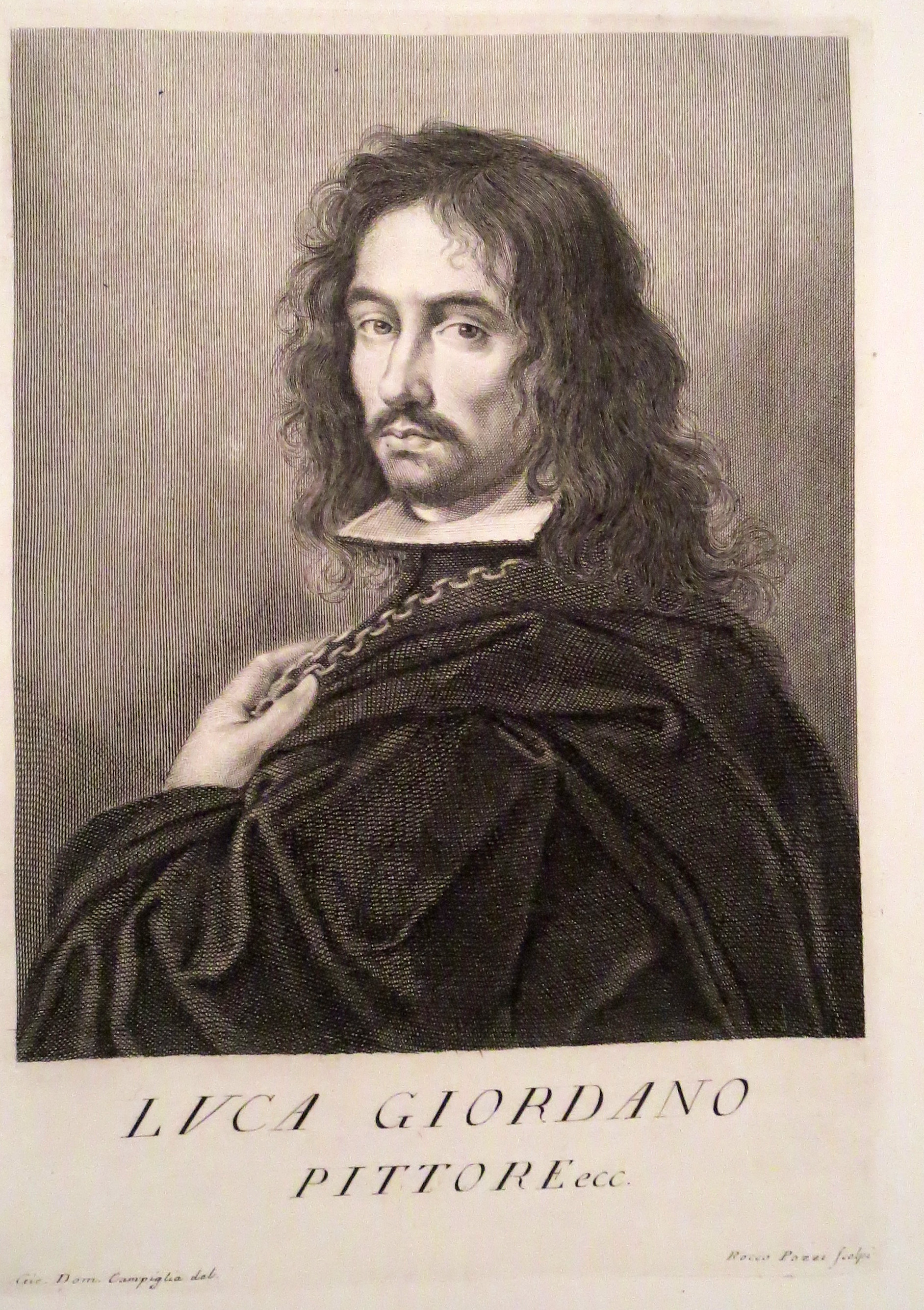
I. D. Campiglia, R. Pazzi, Autoportrait de Luca Giordano.
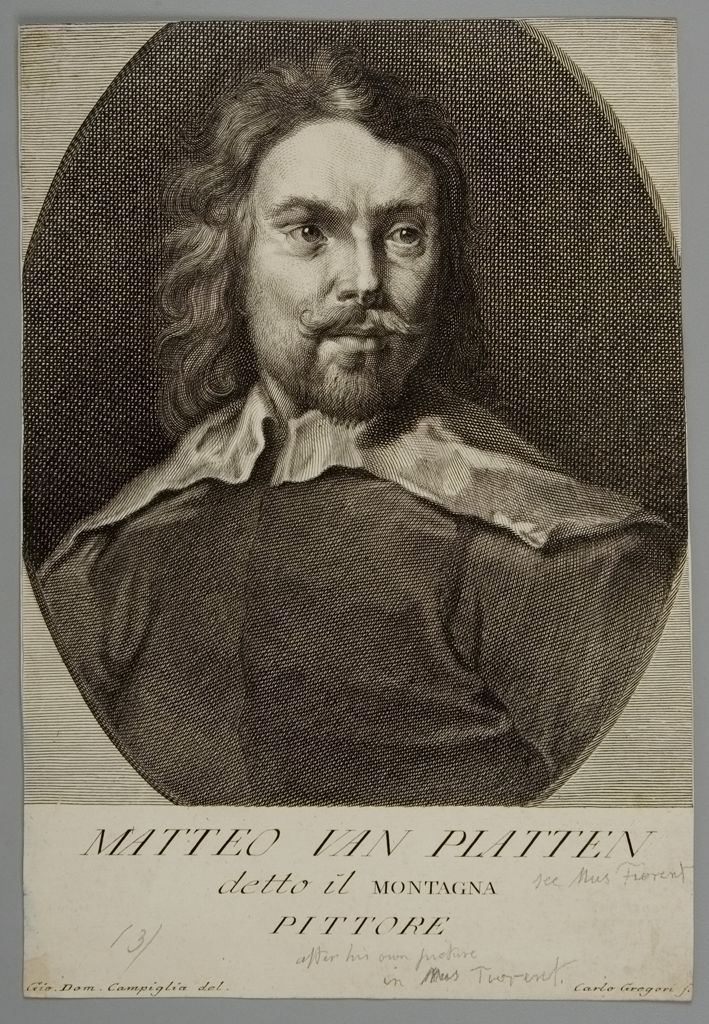
I. D. Campiglia, C. Gregori, Autoportrait de Matthieu van Plattenberg, ou le Montagne.

### Autoportraits de l'Almanacco pittorico
Certaines plaques des autoportraits, gravées pour le Museum Florentinum, ont été partiellement réaménagées pour orner une série d'Almanacchi annuels, par la curatelle de Carlo Lasinio (1759-1838), imprimés en italien et en français et distribués à Florence par le marchand d'estampes artistiques Giocchino Pagani, entre le 1790 et le 1796. Ces Almanachs comprennent un frontispice et 12 gravures de la série des autoportraits, et portent ce même titre (sauf naturellement l'année de référence) : Almanacco pittorico : anno [...] che contiene num. 12 ritratti di pittori della Real Galleria di Firenze, co' loro respettivi elogi (Almanach de peinture contenant 12 portraits des peintres de la Galerie Royale de Florence).
Sont no 60 les gravures, tirées de plaques déjà utilisées pour les volumes XI et XII, relatifs à la collection d'Antonio Pazzi ; les autres proviennent de la collection grand-ducale. Dans cette nouvelle édition des gravures l'ont a éliminés les cartouches avec le nom de l'artiste représenté et la signature du dessinateur et l'on a ajoutés des nouveaux cartouches, riches en volutes. Les plaques ont été imprimées avec des encres de différentes couleurs - selon la méthode dite « à la poupe » - et les gravures finies à l'aquarelle,,.

### Images (Almanacco pittorico)

Autoportraits de l'Almanacco pittorico
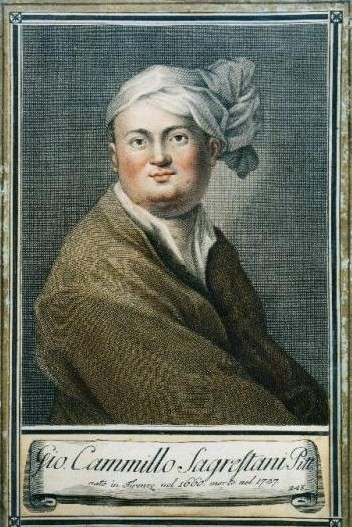
A. Volpini Autoportrait de Giovanni Camillo Sagrestani[16].
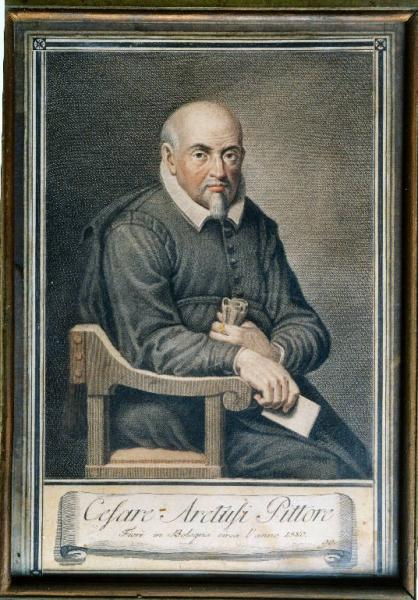
G. D. Campiglia, P. A. Pazzi, Autoportrait de Cesare Aretusi[17].
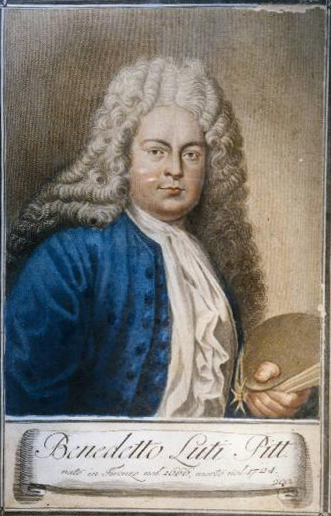
G. D. Campiglia, P. A. Pazzi, C. Lasinio, Autoportrait  de Benedetto Luti[18].
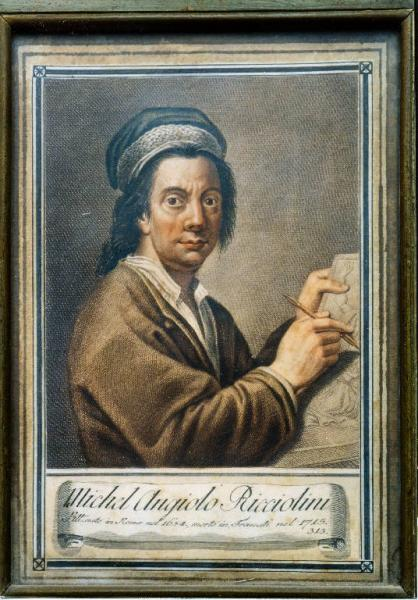
P. A. Pazzi, Autoportrait de Michelangelo Ricciolini[19].
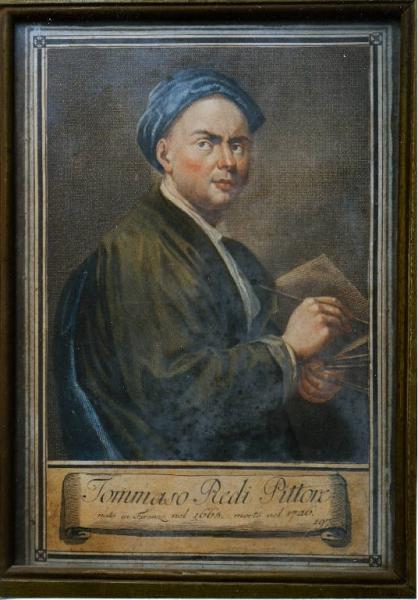
G. Rossi le Jeune, G. D. Ferretti, Autoportrait de Tommaso Redi (Coll. Pazzi)[20].